# Hypolimnas ferruginea
Hypolimnas ferruginea är en fjärilsart som beskrevs av Francis Gard Howarth 1962. Hypolimnas ferruginea ingår i släktet Hypolimnas och familjen praktfjärilar. Inga underarter finns listade i Catalogue of Life.